# Сублимация (психология)
В психологии сублима́ция — это зрелый тип защитного механизма, при котором социально неприемлемые импульсы или идеализации преобразуются в социально приемлемые действия или поведение, возможно приводящие к долгосрочному преобразованию первоначального импульса.
Зигмунд Фрейд считал, что сублимация является признаком зрелости и цивилизации, позволяющим людям нормально функционировать культурно приемлемыми методами. Он определил сублимацию как процесс отклонения сексуальных инстинктов в акты более высокой социальной оценки, являющийся «особенно заметной особенностью культурного развития; это то, что позволяет высшей психической деятельности, научной, художественной или идеологической, играть такую „важную“ роль в цивилизованной жизни». Уэйд и Трэвис Кэролы представляют аналогичную точку зрения, утверждая, что сублимация происходит, когда вымещение «служит более высокой культурной или общественно полезной цели, как в создании искусства или изобретений».

## Истоки
В первой главе под названием «О первых и последних вещах» своей философской работы «Человеческое, слишком человеческое» (1878 г.), Фридрих Ницше писал следующее:

<…> строго говоря, ни неэгоистического поведения, ни совершенно бескорыстного созерцания: то и другое суть лишь утончения, в которых основной элемент кажется почти испарившимся, так что лишь самое тонкое наблюдение может обнаружить его присутствие. — В чем мы нуждаемся и что лишь при современном уровне отдельных наук может быть нам дано — есть химия моральных, религиозных, эстетических представлений и чувств, равно как всех душевных движений, которые мы испытываем в крупных и мелких отношениях культурной и общественной жизни и даже в одиночестве; а что, если эта химия закончилась бы выводом, что и в этой области самые роскошные краски добыты из низменного, презираемого материала? Многие ли будут иметь охоту подчиниться таким исследованиям? Человечество любит заглушать в своем сознании вопросы о происхождении и началах; и не нужно ли почти лишиться человеческого облика, чтобы почувствовать в себе противоположное влечение?

## Психоаналитическая теория
В психоаналитической теории Фрейда эротической энергии разрешено ограниченное количество выражения из-за ограничений человеческого общества и самой цивилизации. Поэтому для этого требуются другие выходы, особенно если человек хочет оставаться психологически уравновешенным.
Сублимация (нем. Sublimierung) — это процесс преобразования либидо в «общественно полезные» достижения, включая художественные, культурные и интеллектуальные занятия. Фрейд считал эту психическую операцию довольно полезной по сравнению с другими, которые он идентифицировал, такими как вытеснение, вымещение, отрицание, формирование реакции, интеллектуализация и проекция. В книге «Эго и механизмы защиты» (1936 г.) его дочь Анна классифицировала сублимацию как один из основных «защитных механизмов» психики.
Фрейд пришёл к идее сублимации, читая «Путешествие по Гарцу» Генриха Гейне. Сюжет повествует об Иоганне Фридрихе Диффенбахе, который отрезал хвосты собакам, с которыми столкнулся в детстве, а позже стал хирургом. Фрейд пришёл к выводу, что сублимация может быть конфликтом между потребностью в удовлетворении и потребностью в безопасности без нарушения осознания. В действии, совершаемом много раз на протяжении всей жизни, которое сначала кажется садистским, мысль в конечном счёте превращается в деятельность, приносящую пользу человечеству.

### Интерперсональный психоанализ
Гарри Стек Салливан, пионер интерперсонального психоанализа, определил сублимацию как невольную замену частичного удовлетворения социальным одобрением стремлением к прямому удовлетворению, которое противоречило бы чьим-либо идеалам или суждениям социальных цензоров и других важных людей, которые окружают человека. Замена может быть не совсем тем, чего мы хотим, но это единственный способ получить часть нашего удовлетворения и чувствовать себя в безопасности. Салливан задокументировал, что все подсознательные вещи сложнее, чем прямое удовлетворение потребностей, к которым они относятся. Они не влекут за собой никакого нарушения сознания, никакой остановки, чтобы подумать, почему они должны быть сделаны или каковы будут расходы, связанные с прямым удовлетворением. В ходе успешной сублимации Салливан наблюдал необычайно эффективное разрешение конфликта между потребностью в удовлетворении и потребностью в безопасности без нарушения осознания.

## Сексуальная сублимация
Сексуальная сублимация, также известная как сексуальная трансмутация, — это акт, особенно в некоторых религиозных традициях, направленный на преобразование сексуальных импульсов или «сексуальной энергии» в творческую энергию. В данном контексте сублимация — это перенос сексуальной энергии, или либидо, в физический акт или другую эмоцию, чтобы избежать конфронтации с сексуальным влечением, которое само по себе противоречит убеждениям индивида или приписываемым религиозным убеждениям. Она основана на идее, что «сексуальная энергия» может быть использована для создания духовной природы, которая, в свою очередь, может создавать более чувственные произведения, вместо того, чтобы высвобождать свою сексуальность «сырой». Классическим примером в западных религиях является безбрачие священнослужителей.
Как утверждается в «Тании», хасидский еврейский мистицизм рассматривает сублимацию животной души как важнейшую задачу в жизни, цель которой состоит в том, чтобы превратить животную и земную тягу к физическому удовольствию в святые желания соединиться с Богом.
Различные школы мысли описывают общие сексуальные побуждения как носители духовной сущности и имеют различные названия жизненной энергии, жизненных ветров (праны), духовной энергии, оджаса, шакти, туммо или кундалини. Также считается, что прохождение сексуальной сублимации может способствовать мистическому пробуждению в человеке.

## Эмпирическое исследование
В исследовании Эмили Кима, Вероники Цеппенфельд и Дов Коэн сублимация изучалась эмпирическими методами. Эти исследователи рассматривают свой анализ, опубликованный в 2013 году в журнале «Психологии личности и социальной психологии», как «возможно, первое экспериментальное доказательство сублимации и [предлагающее] культурно-психологический подход к защитным механизмам»:639.

### Комментарии
1. ↑  В пер. C. Л. Франка